# Жабоголовые черепахи
Жабоголовые черепахи (лат. Phrynops) — род южноамериканских пресноводных черепах из семейства змеиношеих (Chelidae). Длина карапакса не более 30—35 см, голова крупная и широкая. Представители рода распространены в Южной Америке.

## Таксономия и распространение
Род включает 4 вида:
- Phrynops geoffroanus — жабоголовая черепаха, или светлокрайняя змеиношеяя черепаха[1]
- Phrynops hilarii
- Phrynops tuberosus
- Phrynops williamsi

Phrynops geoffroanus и Phrynops tuberosus имеют обширные ареалы, охватывающие северо-восточную, центральную и южную части Южной Америки. Phrynops hilarii и Phrynops williamsi распространены в бассейнах Параны и Уругвая.
Ранее в состав этого рода включали также ряд других видов, в том числе красную жабоголовую черепаху (Rhinemys rufipes) и жабоголовую черепаху Хоге (Mesoclemmys hogei).